# Batalla de Ibirocaí
La Batalla de Ibirocaí, también conocida como la Batalla de Ibiracohý o Combate de la Capilla de Ñancaý, fue un enfrentamiento ocurrido el 19 de octubre de 1816 en el actual territorio del estado brasileño de Río Grande del Sur, en el marco de la invasión lusobrasileña.
Cuando el comandante portugués Joaquín Javier Curado se enteró de los avances de las tropas orientales sobre el territorio lusobrasileño, en cumplimiento del plan de contra-invasión concéntrica, creado por José Gervasio Artigas, decidió atacar al teniente José Antonio Berdún, que estaba avanzando hacia el norte de la Banda Oriental y ya había cruzado el río Cuareim, destacando a Juan de Dios Mena-Barreto el 13 de octubre de 1816. Después de 5 días de marcha se enteró de la posición de Berdún, que avanzaba hacia el norte procurando proteger al comandante guaraní Andresito Guazurarí y a Pantaleón Sotelo.
Enterado de la aproximación de los portugueses, Berdún se atrincheró en una posición ventajosa ―cerca de la capilla de Ñancaí―, donde decidió esperar el ataque de Mena Barreto, quien el 19 de octubre de 1816 se lanzó sobre él, derrotándolo después de una sangrienta lucha. Los soldados de Berdún fueron obligados a retroceder, con fuertes pérdidas. En el parte de Mena Barreto se reconoce que «estos insurgentes pelejam como desesperados».
A pesar de que Mena Barreto buscaba que las fuerzas de Berdún no se pudieran unir a las tropas de Andresito Guazurarí en su plan de contraataque de las Misiones Orientales, esto no fue posible: a pesar de la derrota, Berdún se unió a las fuerzas del comandante Andresito.
- Datos: Q5722534